# Máel Dúin
Máel Dúin es un héroe de la Irlanda pagana que decidió lanzarse a la mar para vengar la muerte de su padre Ailill, señor de las islas Aran. Sus aventuras están recogidas en el Immram Maele Dúin o Viaje de Máel Dúin, un relato irlandés a finales del siglo X.